# Lista rekordów prędkości pojazdów szynowych

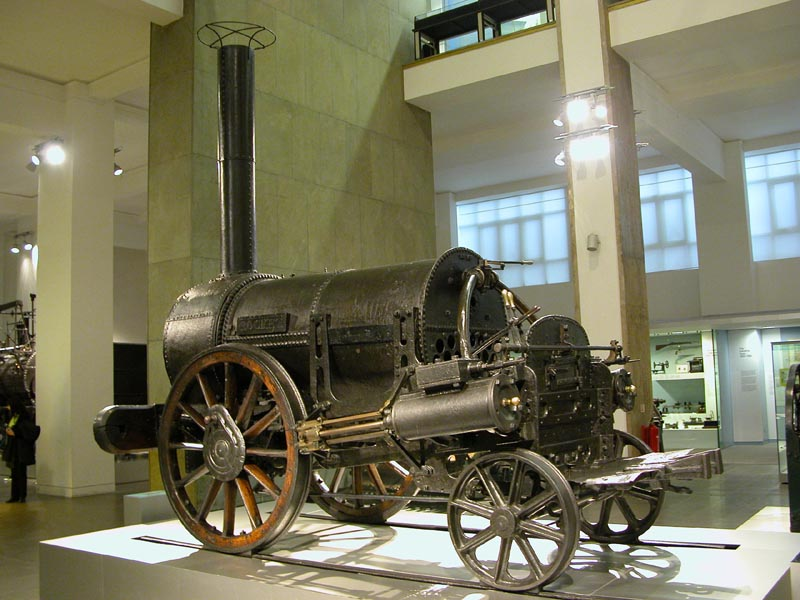
Rocket, eksponat w Muzeum Nauki w Londynie (48 km/h, 1830)

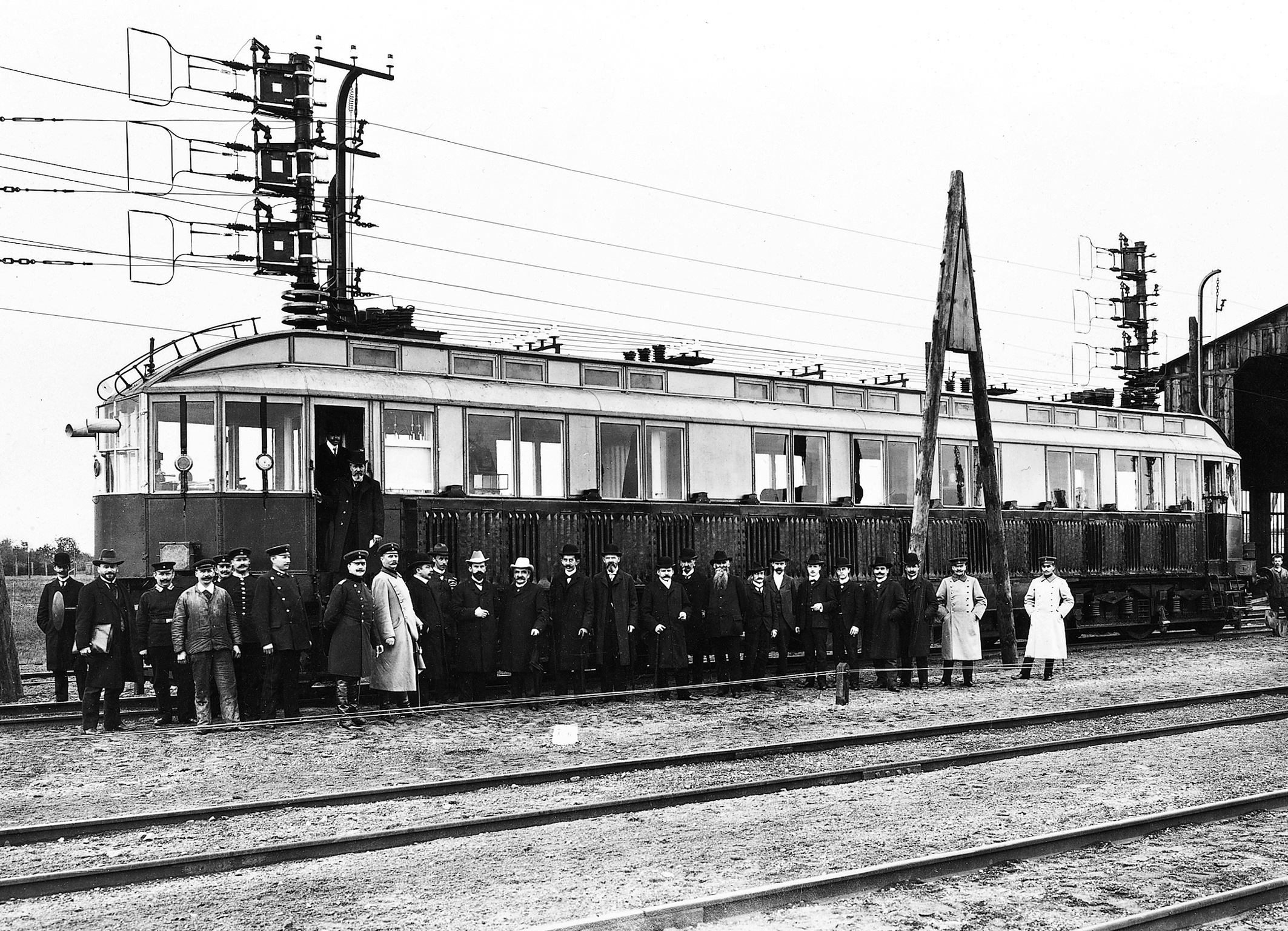
Trójfazowy wagon elektryczny AEG, 210,3 km/h 27 października.1903

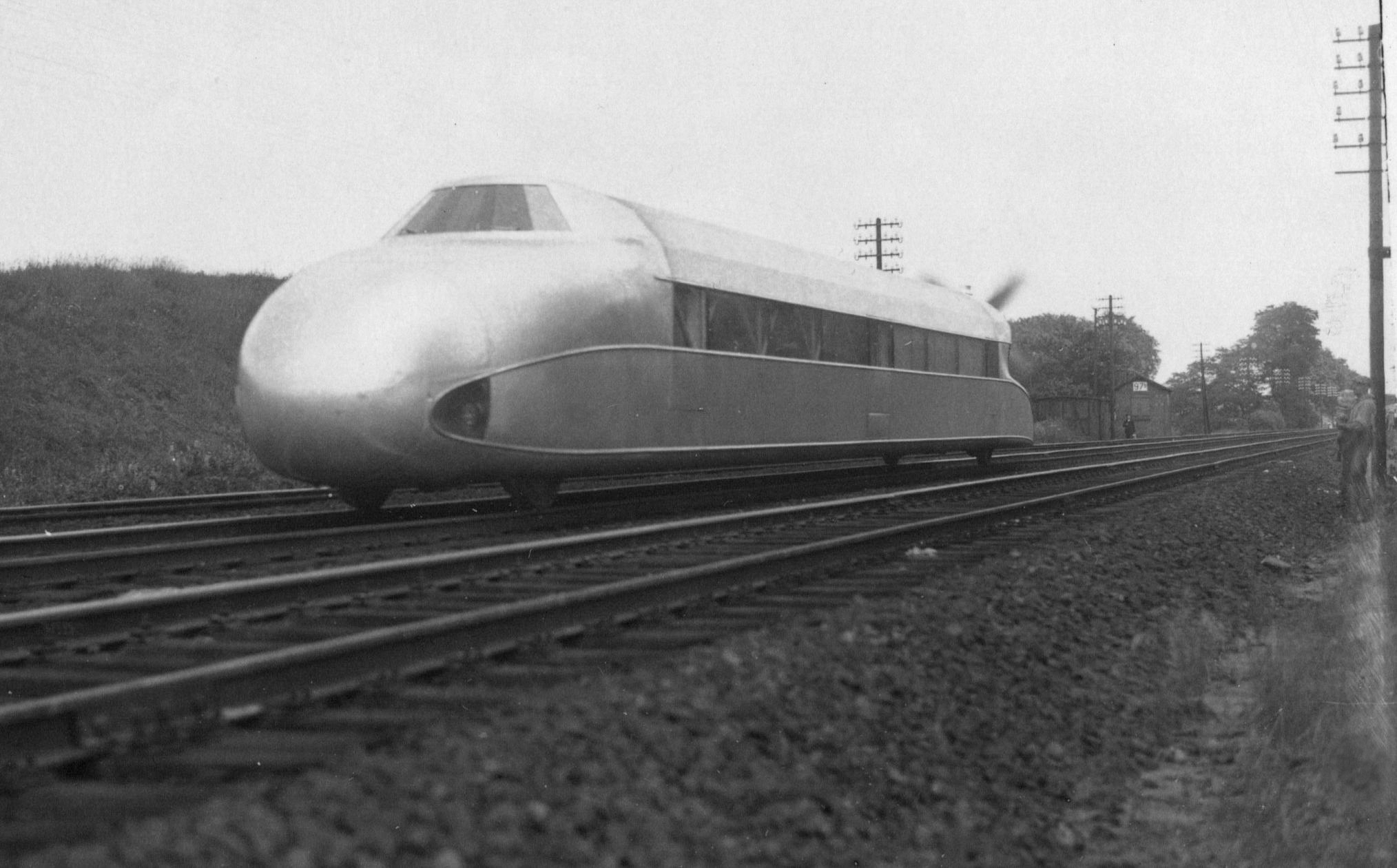
Wagon spalinowy Schienenzeppelin (230 km/h, 1931)

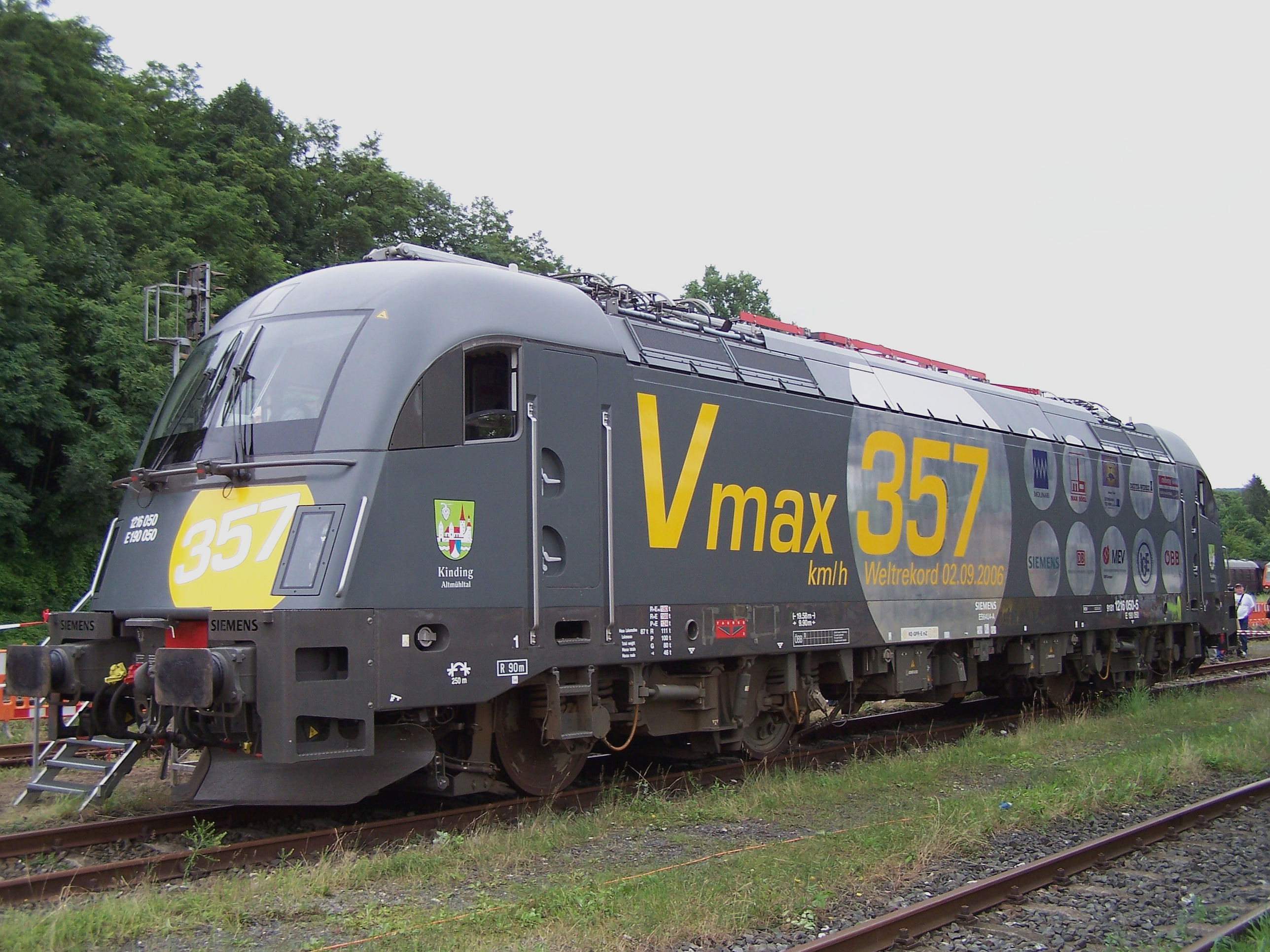
Siemens ES64U4 1216 050 najszybsza lokomotywa na świecie (357 km/h, 2006)

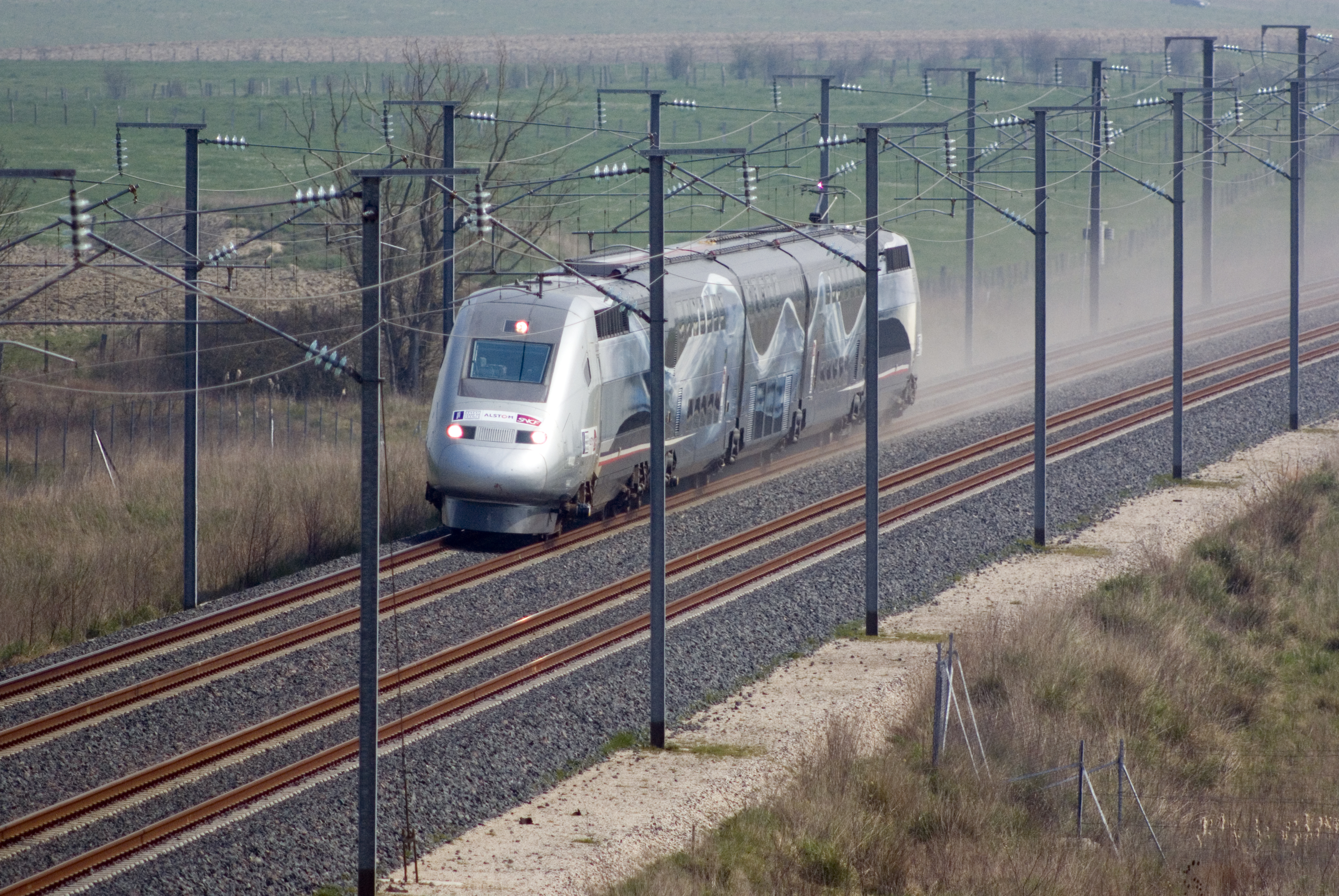
Aktualny rekord prędkości pociągu 574 km/h (2007)

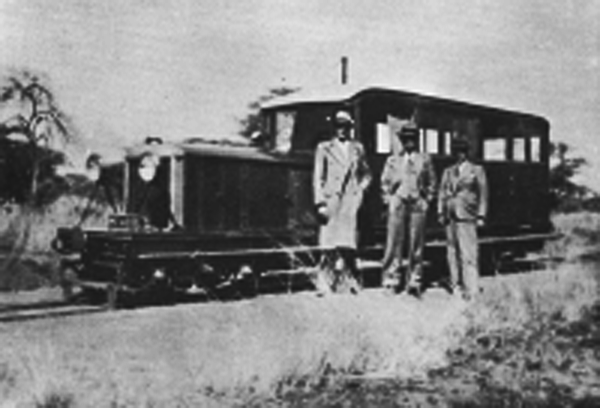
OMEG «Kronprinz», 137 km/h. Od 1914 roku najszybszy wagon na torze o rozstawie szyn 60 cm.

## Problematyka definicji
Określenie najszybszego pojazdu szynowego na świecie zmienia się zgodnie ze stosowanymi kryteriami.
Po pierwsze, istnieją różne systemy kolejowe, takie jak kolej konwencjonalna, system kolei magnetycznej lub technologia poduszkowców. Ponadto przy pojazdach bezzałogowych osiągnięto bardzo wysokie przyspieszenie i prędkość. Różne parametry techniczne pociągów wpływają na współczynnik prędkości.
Do tej pory nie ma standardowej procedury ani przepisów wykonawczych, które wyznaczają parametry, by określić rekordy świata – w przeciwieństwie do, powiedzmy, dla samochodów osobowych przez FIA lub statku powietrznego przez FAI, UIC nie ustaliła przepisów w tym kierunku. Tak światowe rekordy wymienione tutaj różnić się będą m.in. długością pociągu, ciężarem pociągu, pochylenia trasy lub długości drogi pomiaru. Podobnie, stosowane urządzenia pomiarowe znacznie się różnią. Ponadto pierwsze zapisy nie są w pełni udokumentowane.

## Kolej konwencjonalna
Pierwszy rekord prędkości został ustanowiony przez Rakietę George’a Stephensona w 1830 roku przy 48 km/ godz. W 1890 roku francuski parowóz Crampton osiągnął 144 kilometrów na godzinę.
Granica 200 km/h została przekroczona po raz pierwszy w dniu 7 października 1903 podczas jazdy na kolei wojskowej Mariefelde – Zossen – Jüterbog przez wagon elektryczny AEG i Siemens & Halske, w dniu 27 października 1903 osiągnął 210,3 kilometry na godzinę. Prędkość 200 km/h osiągnęły także parowozy: W dniu 11 maja 1936, ekspresowa lokomotywa 05 002 na trasie Berlin – Hamburg osiągnęła 200,4 kilometrów na godzinę, rekord, który dwa lata później pobił brytyjski LNER A4 4468 z 202,6 kilometrów na godzinę. Jednak już w dniu 21 czerwca 1931 roku Schienenzeppelin Franza Kruckenberga osiągnął 230,2 kilometrów na godzinę, rekord, który był aktualny przez 24 lata.
W dniu 28 marca 1955 francuska lokomotywa CC 7107 osiągnęła 326 kilometrów na godzinę i dzień później BB 9004 osiągnął 331 km/h który był aktualny przez 26 lat. Został pobity przez TGV PSE 16, na trasie Paryż – Lyon osiągnął w dniu 26 lutego 1981 roku 380 km/h.
Granica 400 km/h została przekroczona po raz pierwszy w dniu 1 maja 1988 roku, na linii Hanower – Würzburg przez ICE V przy prędkości 406,9 km/h. W dniu 18 maja 1990 roku, francuski TGV ustanowił nowy rekord 515,3 kilometrów na godzinę. Większej prędkości nie udało się osiągnąć ze względu na zdolności trakcyjne. TGV V150 osiągnął w dniu 3 kwietnia 2007 roku prędkość 574,8 km/h. Jest to aktualny rekord.

### Pojazdy elektryczne

#### Lokomotywy i zespoły trakcyjne
| km/h  | seria                        | właściciel                 | data                      | typ pojazdu       | stan              | linia testowa         |
| ----- | ---------------------------- | -------------------------- | ------------------------- | ----------------- | ----------------- | --------------------- |
| 206   | trójfazowy wagon elektryczny | St.E.S. / Siemens & Halske | wrzesień/październik 1903 | wagon elektryczny |                   | Marienfelde – Zossen  |
| 210,3 | trójfazowy wagon elektryczny | St.E.S. / AEG              | 27 października 1903      | wagon elektryczny |                   | Marienfelde – Zossen  |
| 243   | CC 7121                      | SNCF                       | 21 lutego 1954            | lokomotywa        |                   |                       |
| 326   | CC 7107                      | SNCF                       | 28 marca 1955             | lokomotywa        | zmodyfikowana     |                       |
| 330,9 | BB 9004                      | SNCF                       | 29 marca 1955             | lokomotywa        | zmodyfikowana     |                       |
| 357,0 | Siemens ES64U4 1216 050      | Siemens (na zlecenie ÖBB)  | 2 września 2006           | lokomotywa        | seryjna produkcja | Nürnberg – Ingolstadt |

#### Zespoły trakcyjne
| km/h  | seria                     | przewoźnik | data           | typ pojazdu       | stan            | linia testowa          |
| ----- | ------------------------- | ---------- | -------------- | ----------------- | --------------- | ---------------------- |
| 203   | ETR 200                   | FS         | 20 lipca 1939  | Zespoły trakcyjne | eksperymentalny | Mediolan – Bolonia     |
| 256   | Shinkansen 1000           | JNR        | 30 marca 1963  | Zespoły trakcyjne | eksperymentalny | Tōkaidō – Shinkansen   |
| 286   | Shinkansen                | JNR        | 24 lutego 1972 | Zespoły trakcyjne | eksperymentalny | San’yō – Himeji        |
| 319   | Shinkansen                | JNR        | 7 grudnia 1979 | Zespoły trakcyjne | eksperymentalny | Tōhoku – Shinkansen    |
| 368   | ICE 3                     | DB         | 2000           | Zespoły trakcyjne | eksperymentalny | Hanower – Berlin       |
| 403,7 | Siemens Velaro (Velaro E) | AVE        | 17 lipca 2006  | Zespoły trakcyjne | eksperymentalny | KDP Madrid – Barcelona |
| 486,1 | CSR CRH 380A              | CRH        | 3 grudnia 2010 | Zespoły trakcyjne | eksperymentalny | Pekin – Szanghaj       |

#### Składy zespolone
| km/h  | seria                 | przewoźnik | data             | typ pojazdu           | stan            | linia testowa                        |
| ----- | --------------------- | ---------- | ---------------- | --------------------- | --------------- | ------------------------------------ |
| 380   | TGV                   | SNCF       | 26 lutego 1981   | Triebzug (Triebköpfe) | seryjny         | LGV Sud-Est                          |
| 406,9 | InterCityExperimental | DB         | 1 maja 1988      | Zespoły trakcyjne     | eksperymentalny | KDP Hannover – Würzburg              |
| 443,0 | Shinkansen 955 (300X) | JR Central | 26 lipca 1996    | Zespoły trakcyjne     | eksperymentalny | Tōkaidō – Shinkansen Kyōto – Maibara |
| 515,3 | TGV                   | SNCF       | 18 maja 1990     | Zespoły trakcyjne     | eksperymentalny | LGV Atlantique koło Vendôme          |
| 603   | Maglev                | JR Central | 21 kwietnia 2015 | Zespoły trakcyjne     | eksperymentalny | Yamanashi                            |

#### Zespoły trakcyjne zmodyfikowane
| km/h   | seria | przewoźnik | data            | typ pojazdu          | stan          | linia testowa      |
| ------ | ----- | ---------- | --------------- | -------------------- | ------------- | ------------------ |
| 574,79 | V150  | SNCF       | 3 kwietnia 2007 | Triebzug +Triebköpfe | zmodyfikowany | LGV Est européenne |

### Wagon spalinowy
| km/h   | seria            | napęd            | państwo         | data            | komentarz                     |
| ------ | ---------------- | ---------------- | --------------- | --------------- | ----------------------------- |
| 230,2  | Schienenzeppelin | silnik spalinowy | Niemcy          | 21 czerwca 1931 | rekord aktualny przez 24 lata |
| 205,0  | SVT 137          | Diesel           | Niemcy          | 17 lutego 1936  |                               |
| 230,4  | HST              | Diesel           | Wielka Brytania | 12 czerwca 1973 |                               |
| 238    | HST, Triebzug    | Diesel           | Wielka Brytania | 1 lutego 1987   |                               |
| 256,38 | Talgo XXI        | Diesel           | Hiszpania       | 12 lipca 2002   |                               |
| 271    | TEP-80           | Diesel           | Rosja           | grudzień 1992   | rekord spalinowozu            |

### Turbina gazowa
| km/h | seria   | napęd          | państwo | data           | komentarz |
| ---- | ------- | -------------- | ------- | -------------- | --------- |
| 318  | TGV 001 | turbina gazowa | Francja | 8 grudnia 1972 |           |

### Lokomotywy parowe
| km/h                  | lokomotywa                                        | państwo         | data                 |
| --------------------- | ------------------------------------------------- | --------------- | -------------------- |
| 8                     | lokomotywa Pennydaren                             | Wielka Brytania | 21 lutego 1804       |
| 24                    | Locomotion No. 1, Stockton and Darlington Railway | Wielka Brytania | 1825                 |
| 48                    | rakieta                                           | Wielka Brytania | 1830                 |
| 100+                  | Lokomotywa Sharp & Roberts                        | Wielka Brytania | 1835                 |
| 140                   | Lokomotywa Praga                                  | Węgry           | 1890                 |
| 144                   | Crampton No. 604                                  | Francja         | 1890                 |
| 154,5                 | K.Bay.Sts.B. S 2/6                                | Bawaria         | 2 lipca 1907         |
| 164 (niepotwierdzony) | GWR 3700 Class 3440 City of Truro                 | Wielka Brytania | 9 maja 1904          |
| 166,6                 | Milwaukee Road Class F6 #6402                     | USA             | 20 lipca 1934        |
| 160,9                 | LNER A1 4472 Flying Scotsman                      | Wielka Brytania | 30 listopada 1934    |
| 168,5                 | LNER A3 2750 Papyrus                              | Wielka Brytania | 5 marca 1935         |
| 174                   | 3.1174                                            | Francja         | 1935                 |
| 181                   | New York Central No. 999                          | USA             | 10 maja 1893         |
| 181,1                 | Milwaukee Road Class A #2                         | USA             | 15 maja 1935         |
| 182,4                 | DR 18 201                                         | Niemcy          | 11 października 1972 |
| 200,4                 | Baureihe 05                                       | Niemcy          | 11 maja 1936         |
| 201,2                 | LNER A4 No. 4468 Mallard                          | Wielka Brytania | 3 lipca 1938         |